# 向阳街道 (新乡市)
向阳小区街道，是中华人民共和国河南省新乡市红旗区下辖的一个乡镇级行政单位。

## 行政区划
向阳小区街道下辖以下地区：
春夏社区、秋冬社区、安居社区、南苑社区、新机社区、孟营二村和孟营三村。